# La Puebla de Cazalla
La Puebla de Cazalla – gmina w Hiszpanii, w prowincji Sewilla, w Andaluzji, o powierzchni 189,81 km². W 2011 roku gmina liczyła 11 556 mieszkańców.
W La Puebla de Cazalla jest kilka popularnych festiwali, z których najbardziej popularne to Wielkanoc i Jarmark.